# 三木明博
三木 明博（みき あきひろ、1947年（昭和22年）7月15日 - ）は、日本の実業家。文化放送顧問で元代表取締役社長・会長。東京都出身。

## 経歴
- 東京都立町田高等学校、早稲田大学第一法学部卒業。
- 1970年 - 文化放送入社、報道部に配属され、報道記者として活動。同期に大野勢太郎ら。
- その後、営業部を経て制作部に異動。『伊東四朗のあっぱれ土曜ワイド』や『小倉智昭のとことん気になる11時』の番組立ち上げに参画する。
- 1992年 - 番組制作グループ担当部長。
- 1993年1月 - 編成局長。
- 1993年7月 - 放送事業局長。
- 1996年 - 役員待遇放送事業本部編成担当局長。
- 1997年 - 役員待遇生活情報局長。
- 1999年 - JCM（セントラルミュージック）代表取締役。
- 2000年 - 役員待遇編成局長兼JCM社長。
- 2001年 - 取締役編成局長。
- 2002年 - 取締役営業局長。
- 2004年 - 常務取締役営業局長。
- 2005年 - 常務取締役営業局・編成局・デジタル事業局統括。
- 2007年 - 代表取締役社長。
- 2009年 - フジ・メディア・ホールディングス社外取締役。
- 2017年6月 - 代表取締役会長。
- 2019年6月 - 顧問[2]

## エピソード
- 入社した年の11月25日に発生した、三島由紀夫が東京都新宿区市谷の陸上自衛隊駐屯地に立て篭もって演説した「三島事件」での三島の演説全てを録音したのは、三木である。三木は現場に駆けつけると、マイクを木の枝に括り付けて、飛び交う罵声や現場上空の報道ヘリコプターの騒音の中、三島の演説全てを録音することに成功しスクープとした[3]。ちなみに、三島の演説を全て録音することが出来たのは文化放送だけであり、この三木の行動は伝説になっている。
- 友人の佐藤B作は俳優を志すも、方言が抜けず、標準語で演じる役の時は、三木に台詞を読ませ、それを録音したもので練習した。